# 星尘传说
《星尘传说》（国语：星空恋曲Online；英文：Luvinia Online），是由成都星漫科技有限公司开发、上海盛大网络发展有限公司代理的3D大型多人在线角色扮演游戏。

## 游戏历史
2008年10月25日游戏进行了首次封测，2008年12月29日又进行了第二次封测，2009年2月14日又进行了第三次封测，2009年3月6日进行了预告测试也是最后一次测试，最后在2009年3月31日正式公测。
2009年8月17日星漫科技表示《星尘传说》将接入盛大平台，随后关闭了星漫通行证的注册以配合对接，月底传出消息星漫科技被盛大收购。
2010年3月鈊象電子获得《星尘传说》在台湾的代理权，以《星空戀曲Online》為名營運。2014年3月13日結束營運。
2010年4月GameOn正式签约《星尘传说》在日本的代理权。2011年11月16日游戏在日本开测。
2010年5月wemade获得《星尘传说》在韩国的代理权。2011年12月15日《星尘传说》在韩国首测，2012年3月15日进行了第二次测试，最终于4月5日进行公测。游戏在韩国的官方名称为ASTER。
2010年5月31日盛大正式宣布智傲互动获得《星尘传说》在港澳的代理权，随后智傲集團也宣布获得该游戏的代理权。2010年10月13日到10月26日进行首测，随后在2010年11月16日公测。最终在2012年10月25日智傲在游戏官网宣布将于2013年1月25日关闭游戏服务器。
2010年6月初OutSpark获得《星尘传说》在北美的代理权。

## 遊戲職業
- 001-040級：初心者、戰士、行者、法師
- 040-080級：騎士、鬥士、斥候、術士、牧師、藝人
- 080-120級：聖騎士、狂戰士、刺客、巫師、劍士、主教、暗騎士、死靈法師、巡守、賢者、劍舞者、吟游詩人
- 120-160級：預定十二星座職業轉職廿四節氣職業
- 160-200級：預定廿四節氣職業轉職卌八星區職業（200級平轉）

## 遊戲任務
- 001-040級：劇情：001級-迦那維學院、010級-曙光鎮、025級-國都、040級-禁語；副本：030級-下水道、040級-利齒谷
- 040-080級：劇情：050級-瓦克郡、060級-雪語郡、070級-炎斧郡；副本：050級-阿卡隆、060級-圖拉丁、070級-布塔克
- 080-120級：劇情：080級-音符郡、090級-林哥郡、100級-藍潮郡；副本：080級-阿爾菲、090級-象牙塔、100級-霍監獄

## 遊戲道具
- 001-040級：D級充能石、D級祝福充能石、D級傳承充能石、D級奇跡充能石
- 040-080級：C級充能石、C級祝福充能石、C級傳承充能石、C級奇跡充能石
- 080-120級：B級充能石、B級祝福充能石、B級傳承充能石、B級奇跡充能石
- 120-160級：A級充能石、A級祝福充能石、A級傳承充能石、A級奇跡充能石
- 160-200級：S級充能石、S級祝福充能石、S級傳承充能石、S級奇跡充能石

## 周边产品
游戏在香港公测当日运行商在港澳发售了套装产品。